# Jens Müller
Jens Müller, né le 6 juillet 1965 à Torgau, est un ancien lugeur allemand.

## Palmarès

### Jeux olympiques d'hiver
- médaille d'or en simple en 1988.
- médaille de bronze en simple en 1998.

### Championnats du monde
- médaille d'or en simple en 2000.
- médaille d'or par équipe en 1990, 1991 et 1995.
- médaille d'argent en simple en 1987, 1991 et 1999.
- médaille d'argent par équipe en 1989, 1996, 1997 et 2000.
- médaille de bronze en simple en 1985, 1990 et 1996.

### Coupe du monde
- 40 podiums individuels : 
  - en simple : 10 victoires, 23 deuxièmes places et 7 troisièmes places.

### Championnat d'Europe
- médaille d'or en simple en 1996 à Sigulda et 2000 à Winterberg.
- médaille d'or par équipe en 1990, 1996 et 1998.
- médaille d'argent en simple en 1986.
- médaille d'argent par équipe en 1988.
- médaille de bronze en simple en 1990.